# Cirina butyrospermi
Cirina butyrospermi är en fjärilsart som beskrevs av Vuillet. 1911. Cirina butyrospermi ingår i släktet Cirina och familjen påfågelsspinnare. Inga underarter finns listade i Catalogue of Life.